# Miodusy-Stasiowięta
Miodusy-Stasiowięta – wieś w Polsce położona w województwie podlaskim, w powiecie wysokomazowieckim, w gminie Wysokie Mazowieckie.
W latach 1975–1998 miejscowość administracyjnie należała do województwa łomżyńskiego.
Wierni kościoła rzymskokatolickiego należą do parafii św. Michała Archanioła w Jabłonce Kościelnej.

## Historia
Dawniej: Miodusy albo Miodusze.
W roku 1827 miejscowość liczyła 15 domów i 89 mieszkańców. 
W końcu wieku XIX wieś drobnoszlachecka w powiecie mazowieckim, gmina i parafia Jabłonka. W pobliżu inne wsie tworzące tzw. okolicę szlachecką Miodusy:
- Miodusy Litwa
- Miodusy Perki
- Miodusy Stok[8].

W roku 1921 naliczono tu 16 budynków z przeznaczeniem mieszkalnym i 107. mieszkańców (57. mężczyzn i 50 kobiet). Narodowość polską i wyznanie rzymskokatolickie zgłosiło 106 osób, 1. osoba podała narodowość inną.

## Tranzyt
- wieś oddalona o 1 km. od drogi krajowej nr 66
- przez Stary Skarżyn dojazd do drogi krajowej nr 63
- przez Sanie-Dąb i Kołaki Kościelne do drogi krajowj 8